# Чудеса Иисуса Христа
Чудеса Иисуса Христа (чудеса Христовы) — описанные в христианских и в исламских текстах чудесные деяния, которые, по мнению таких верующих, совершил Иисус Христос.
Иоанн Златоуст считал, что чудеса совершались с целью укрепления людей в вере, а также их исправления: «Спаситель знал их (иудеев) ослепление и потому творил чудеса не для их убеждения, а для того, чтобы других исправить».
В Новом Завете иудейские законники по своей зависти и корыстолюбию осуждали чудеса Иисуса (исцеление скорченной) и даже противились им (пытались убить Лазаря, воскрешённого Христом).

## Перечень чудес
Перечень чудес, совершённых Иисусом Христом, различается у евангелистов, поэтому их описания необходимо рассматривать комплексно. Лишь чудо с насыщением пяти тысяч человек упоминается во всех четырёх канонических евангелиях. В синоптических Евангелиях традиционно выделяют 11 чудес, совершённых Иисусом, которые описаны у всех трёх евангелистов. Евангелие от Иоанна содержит описание только семи чудес (три из них имеют параллели в синоптических Евангелиях). При этом Иоанн делает оговорку: «Многое и другое сотворил Иисус; но, если бы писать о том подробно, то, думаю, и самому миру не вместить бы написанных книг» (Ин. 21:25).
| Наименование чуда (место происшествия)                                                                           | Иллюстрация | Описание в Евангелиях                              | Краткое описание |
| --- | ----------- | -------------------------------------------------- | --- |
| Претворение воды в вино (в Кане Галилейской; первое чудо Иисуса Христа)                                          |             | Ин. 2:1-12                                         | Во время брачного пира по просьбе своей матери Христос превратил воду в вино. Православная и католическая традиция видят в этом выражение особой силы молитв Богородицы за людей. |
| Исцеление сына Капернаумского царедворца (Кана)                                                                  |             | Ин. 4:43-54                                        | Когда Иисус Христос по дороге в Капернаум зашёл в Кану об этом узнал один из жителей Капернаума (царедворец Ирода). Он поспешил в Кану просить Иисуса прийти в Капернаум и исцелить его умирающего сына. Христос сказал ему: «вы не уверуете, если не увидите знамений и чудес». Этим Христос веру, основанную на созерцании чудес, поставил ниже веры, основанной на понимании его учения. На этот упрёк царедворец настойчиво стал просить «Господи! приди, пока не умер сын мой». Видя укрепление его веры, Христос сказал: «пойди, сын твой здоров». Царедворец поверил Иисусу и, идя домой, узнал от своих слуг, что сын его выздоровел в тот момент, когда Христос произнёс эти слова. После этого, как говорит евангелист, «уверовал сам и весь дом его». |
| Чудесный улов рыбы (Чудесная ловля рыб; Галилейское/Геннисаретское озеро)                                        |             | Лк. 5:1-11                                         | Огромный улов рыбы. Описывается только Лукой. Чудо совершено перед призванием Иисусом первых апостолов — Симона (Петра) и Андрея. Христос «учил народ» у озера Геннисаретского и, окончив проповедь, «сказал Симону: отплыви на глубину и закиньте сети свои для лова». Симон, как опытный рыбак, сказал — «Наставник! мы трудились всю ночь и ничего не поймали, но по слову Твоему закину сеть». Закинув сеть, они поймали «великое множество рыбы, и даже сеть у них прорывалась». Уловом были заполнены две лодки, которые начали тонуть. Увидев это, «Симон Петр припал к коленям Иисуса и сказал: выйди от меня, Господи! потому что я человек грешный». Видя ужас Петра, Иисус ответил ему: «не бойся; отныне будешь ловить человеков». Далее, как повествует евангелист, первые апостолы «оставили все и последовали за Ним». |
| Исцеление бесноватого в капернаумской синагоге                                                                   |             | Мк. 1:21-28; Лк. 4:31-37                           | Когда Христос учил в капернаумской синагоге, там находился человек, одержимый нечистым духом, который неожиданно закричал: «Оставь, что Тебе до нас, Иисус Назарянин? Ты пришел погубить нас; знаю Тебя, Кто Ты, Святый Божий». Это стало невольным исповеданием истины от нечистого духа, вызванное присутствием Сына Божия. Этим исповедованием Иисуса Христа как Бога дьявол надеялся подорвать доверие к нему в людях, и поэтому Иисус запретил ему свидетельствовать о нём, сказав: «Замолчи и выйди из него!». Бесноватый упал среди синагоги и встал совершенно здоровым, бес вышел из него. Оба евангелиста отмечают сильное впечатление, которое произвело на всех это исцеление бесноватого — «И напал на всех ужас, и рассуждали между собою: что это значит, что Он со властью и силою повелевает нечистым духам, и они выходят?» |
| Исцеление тёщи Петровой и множества людей                                                                        |             | Мф. 8:14-15; Мк. 1:30-31; Лк. 4:38-39              | Данное чудо Марк и Лука описывают в непосредственной связи с предыдущим. Выйдя из синагоги, Христос вошёл в дом Симона (Петра). Тёща Петрова оказалась тяжко больной (Лука, как врач, поясняет что это была «сильная горячка». По слову Иисуса, горячка оставила её и «она встала и служила им». Исцеление в синагоге бесноватого, а затем тёщи Симона произвели сильное впечатление на народ, и к дверям дома Симона, по захождении солнца, стали приносить больных и бесноватых, так что «весь город собрался к дверям». Христос исцелял людей и изгонял духов. При описании данного чуда Матфей поясняет, что в этом массовом исцелении больных сбылось пророчество Исайи, сказавшего: «Он взял на Себя наши немощи и понес болезни» (Ис. 53:4). |
| Исцеление прокажённого                                                                                           |             | Мф. 8:2-4; Мк. 1:40-45; Лк. 5:12-15                | Прокажённый, исполненный веры, «увидев Иисуса, пал ниц, умоляя Его и говоря: Господи! если хочешь, можешь меня очистить». Вера его была так сильна, что он нарушил закон, запрещающий ему подходить к здоровым людям. В ответ на эту смиренную просьбу Иисус коснулся его, показав, что он не связан запретом прикасаться к нечистому, и сказал: «Хочу, очистись». И тотчас проказа сошла с него. Исполняя закон Моисея, Христос велит исцелённому пойти показаться священнику и просит никому не разглашать о совершившемся чуде. |
| Исцеление слуги сотника                                                                                          |             | Мф. 8:5-13                                         | «…вошел Иисус в Капернаум, к Нему подошел сотник и просил Его: Господи! слуга мой лежит дома в расслаблении и жестоко страдает. Иисус говорит ему: Я приду и исцелю его. Сотник же, отвечая, сказал: Господи! я недостоин, чтобы Ты вошел под кров мой, но скажи только слово, и выздоровеет слуга мой… Услышав сие, Иисус удивился и сказал идущим за Ним: истинно говорю вам, и в Израиле не нашел Я такой веры… И сказал Иисус сотнику: иди, и, как ты веровал, да будет тебе. И выздоровел слуга его в тот час». |
| Воскрешение сына вдовы Наинской                                                                                  |             | Лк. 7:11-17                                        | Чудо упоминается только у одного евангелиста. У городских ворот Наина Христос увидел похоронное шествие: из города выносили для погребения умершего юношу, единственного сына матери-вдовы. Видя горе женщины, Иисус сжалился над ней и сказал: «Не плачь» и обратился к умершему: «Юноша! тебе говорю, встань!». Юноша, «поднявшись, сел и стал говорить». Всех объял страх, люди «славили Бога, говоря: великий пророк восстал между нами», однако не признали в Христе Мессию. |
| Укрощение бури (Галилейское озеро)                                                                               |             | Мф. 8:23-27; Мк. 4:35-41; Лк. 8:22-25              | Когда Христос с учениками переправлялся на лодке через Галилейское озеро, поднялась сильная буря, грозившая опрокинуть лодку. Испуганные ученики разбудили Иисуса, и тот запретил ветру и сказал воде: «умолкни, перестань», а затем, обратившись к ученикам, сказал: «Что вы так боязливы? Где ваша вера?». Ученики же в страхе и удивлении говорили друг другу: «Кто же это, что и ветрам повелевает и воде, и повинуются Ему?!» |
| Исцеление Гадаринских бесноватых (Исцеление бесноватых в стране Гадаринской/Гергесинской) (См. Имя мне — легион) |             | Мф. 8:28-34; Мк. 5:1-20; Лк. 8:26-37               | Чудо было совершено в стране, лежавшей на восточном берегу Галилейского озера, называемой Гадаринской (у Марка и Луки) или Гергесинской (у Матфея). На берегу Христа и его учеников встретил бесноватый (у Матфея упоминается двое бесноватых). Он «увидев же Иисуса издалека, прибежал и поклонился Ему, и, вскричав громким голосом, сказал: что Тебе до меня, Иисус, Сын Бога Всевышнего? заклинаю Тебя Богом, не мучь меня!». А после на вопрос Иисуса, как его имя, отвечал: «Легион», указав этим на обитание в нём большого количества нечистых духов. Бесы просили Христа «не высылал их вон из страны той», а пустить их в стадо пасущихся рядом свиней. Иисус позволил им, и «всё стадо свиней бросилось с крутизны в море и погибло в воде». По утверждению Марка погибло около двух тысяч свиней. Христос не позволил исцелённому последовать за ним «а сказал: иди домой к своим и расскажи им, что сотворил с тобою Господь и как помиловал тебя». При этом жители города были напуганы этим чудом — «весь город вышел навстречу Иисусу; и, увидев Его, просили, чтобы Он отошел от пределов их». |
| Исцеление расслабленного в Капернауме                                                                            |             | Мф. 9:1-8; Мк. 2:1-12; Лк. 5:17-26                 | К городе Капернауме Иисус Христос учил в одном доме, и из-за множества слушавших его людей к нему не могли принести расслабленного. Тогда его друзья раскрыли кровлю и спустили постель больного вниз. Христос сказал расслабленному: «Чадо! прощаются тебе грехи твои». Слышавшие это фарисеи сочли эти слова богохульством, но, зная их мысли, он сказал: «…что легче сказать: прощаются тебе грехи твои, или сказать: встань и ходи? Но чтобы вы знали, что Сын Человеческий имеет власть на земле прощать грехи, говорю тебе (обратился Он к расслабленному): встань, возьми постель твою и иди в дом твой». |
| Воскрешение дочери Иаира (Капернаум)                                                                             |             | Мф. 9:18-26; Мк. 5:21-43; Лк. 8:41-56              | У начальника синагоги Иаира была при смерти единственная дочь. Он пришёл ко Иисусу Христу и просил его, говоря: «дочь моя при смерти; приди и возложи на неё руки, чтобы она выздоровела и осталась жива». Видя его веру, Иисус пошёл с ним, но на пути встретил слугу, который сообщил Иаиру «дочь твоя умерла; не утруждай учителя», но Иисус сказал: «не бойся, только веруй, и будет спасена». Подойдя к дому и видя плачущих людей Иисус сказал им: «не плачьте; девица не умерла, но спит», но люди не поняли его слов и стали смеяться над ним. Взяв с собою только родителей девушки и трёх апостолов — Петра, Иакова и Иоанна, Иисус вошёл в комнату, где лежала умершая девица и взяв её за руку сказал: «талифа куми», что значит; «девица, тебе говорю, встань!». И девица тотчас встала и начала ходить. Иисус велел дать ей есть и запретил её родителям разглашать о происшедшем, но слух об этом разнесся по всей стране. |
| Исцеление кровоточивой женщины                                                                                   |             | Мф. 9:20-22; Мк. 5:25-29; Лк. 8:43-48              | Чудо было совершено Христом по дороге в дом Иаира. Женщина, двенадцать лет страдавшая кровотечением, верившая, что ей достаточно коснуться одежд Христа, чтобы выздороветь, подошла к нему и дотронулась до края его одежды. «И тотчас иссяк у ней источник крови, и она ощутила в теле, что исцелена от болезни». Иисус почувствовал, что в этот момент «вышла из Него сила», спросил, кто коснулся его. Женщина «пала пред Ним и сказала Ему всю истину». Иисус же обратился к ней со словами: «вера твоя спасла тебя». |
| Исцеление двух слепых                                                                                            |             | Мф. 9:27-31                                        | «…за Ним следовали двое слепых и кричали: помилуй нас, Иисус, сын Давидов! Когда же Он пришел в дом, слепые приступили к Нему. И говорит им Иисус: веруете ли, что Я могу это сделать? Они говорят Ему: ей, Господи! Тогда Он коснулся глаз их и сказал: по вере вашей да будет вам. И открылись глаза их; и Иисус строго сказал им: смотрите, чтобы никто не узнал. А они, выйдя, разгласили о Нем по всей земле той». |
| Исцеление немого бесноватого                                                                                     |             | Мф. 9:32-33                                        | «…привели к Нему человека немого бесноватого. И когда бес был изгнан, немой стал говорить». |
| Исцеление расслабленного при овчей/овечьей купели (в купальне Вифезда, Иерусалим)                                |             | Ин. 5:1-16                                         | Исцеление больного, находившегося в болезни 38 лет, в купальне Вифезда, Иерусалим. Совершено в купальне, располагавшейся у Овечьих ворот (через них прогонялись к храму жертвенные животные или был расположен рынок этих животных). Купальня называлась по-еврейски Вифезда, что значит: «дом милосердия». Вода из купальни считалась чудодейственной, когда «ангел Господень по временам сходил в купальню и возмущал воду, и кто первый входил в неё по возмущении воды, тот выздоравливал, какою бы ни был одержим болезнью». При купальне лежал расслабленный, страдающий своей болезнью 38 лет и почти потерявший надежду на исцеление, так как некому было опустить его в купальню при возмущении воды. Иисус сказал ему: «возьми постель твою и ходи». И он тотчас выздоровел, и взял постель свою и пошёл. Было же это в день субботний. Видя расслабленного, несущего свою постель, иудеи говорили: «сегодня суббота; не должно тебе брать постели», на что он отвечал — «Кто меня исцелил, Тот мне сказал: возьми постель твою и ходи», но не мог сказать, кто исцелил его. Позже в храме его встретил Иисус и сказал: «вот, ты выздоровел; не греши больше, чтобы не случилось с тобою чего хуже». Когда стало известно, кто совершил исцеление в субботу, то «искали убить Его Иудеи за то, что Он не только нарушал субботу, но и Отцем Своим называл Бога, делая Себя равным Богу». |
| Исцеление сухорукого (Иудея)                                                                                     |             | Мф. 12:9-14; Мк. 3:1-6; Лк. 6:6-11                 | Чудо было совершено Христом в субботу при фарисеях, которые упрекнули его в нарушении закона Моисея, на что он им ответил: «…кто из вас, имея одну овцу, если она в субботу упадёт в яму, не возьмет её и не вытащит? Насколько же человек лучше овцы! И так можно в субботы делать добро». |
| Исцеление бесноватого глухонемого слепца (Капернаум)                                                             |             | Мф. 12:22-23                                       | «…привели к Нему бесноватого слепого и немого; и исцелил его, так что слепой и немой стал и говорить и видеть». |
| Чудесное насыщение пяти тысяч человек пятью хлебами (Декаполь/Десятиградие)                                      |             | Мф. 14:14-21; Мк. 6:32-44; Лк. 9:10-17; Ин. 6:1-15 | Это единственное чудо, о котором упоминают все евангелисты. Христос проповедовал в пустынном месте, и ученики попросили его отпустить людей, чтобы те могли пойти и купить себе пищи. Он ответил ученикам: «не нужно им идти; вы дайте им есть». В ответ на сомнение учеников, как можно накормить пять тысяч человек пятью хлебами и двумя рыбами, Иисус Христос взял пищу в руки и, посмотрев на небо, благословил её, разломил и дал ученикам, а ученики раздавали народу. По утверждению евангелиста: «ели, и насытились все; и оставшихся у них кусков набрано двенадцать коробов». |
| Хождение Иисуса Христа по водам                                                                                  |             | Мф. 14:22-36; Мк. 6:45-56; Ин. 6:16-21             | Когда ученики Христа переправлялись на лодке на другую сторону Галилейского озера к Вифсаиде Галилейской, они увидели Иисуса, идущего по воде, подумали, что это призрак, и от страха закричали. Христос заговорил с ними: «успокойтесь, это Я, не бойтесь». Тогда апостол Петр воскликнул: «Господи! если это Ты, то повели мне прийти к Тебе по воде». Христос сказал: «иди». Петр вышел из лодки и пошёл по воде, но, испугавшись волн, усомнился, стал тонуть и закричал: «Господи! спаси меня». Христос протянул ему руку и сказал: «маловерный! зачем ты усомнился?». Когда Иисус вошёл в лодку, ветер утих, и ученики подошли, поклонились ему и сказали: «воистину Ты — Сын Божий». |
| Исцеление дочери хананеянки (близ Тира)                                                                          |             | Мф. 15:21-28; Мк. 7:24-30                          | Чудо исцеления было совершено заочно. Изначально на просьбу хананеянки Христос ответил: «Я послан только к погибшим овцам дома израилева» и добавил — «дай прежде насытиться детям; ибо не хорошо взять хлеб у детей и бросить псам». Женщина смиренно ответила на это: «Так Господи! но и псы едят крохи, падающие со стола господ их». Этими словами хананеянка показала не только великое смирение своё и сознание, что в язычестве человек не может быть так близок к Богу, как в истинной вере, но и выразила этим свою глубокую веру, что у милосердного Бога достанет милости на каждого человека. После этих слов Иисус Христос сказал ей: «О женщина! Велика вера твоя. Да будет тебе по желание твоему». И дочь её исцелилась в тот час. |
| Исцеление глухонемого косноязычного (Декаполь)                                                                   |             | Мк. 7:31-37                                        | «Выйдя из пределов Тирских и Сидонских, Иисус опять пошёл к морю Галилейскому через пределы Десятиградия. Привели к Нему глухого косноязычного и просили Его возложить на него руку. Иисус, отведя его в сторону от народа, вложил персты Свои в уши ему и, плюнув, коснулся языка его; и, воззрев на небо, вздохнул и сказал ему: „еффафа“, то есть: отверзись. И тотчас отверзся у него слух и разрешились узы его языка, и стал говорить чисто. И повелел им не сказывать никому. Но сколько Он ни запрещал им, они ещё более разглашали. И чрезвычайно дивились, и говорили: все хорошо делает, — и глухих делает слышащими, и немых — говорящими». |
| Чудесное насыщение четырёх тысяч человек семью хлебами (Декаполь/Десятиградие)                                   |             | Мф. 15:32-38; Мк. 8:1-9                            | Совершено в обстоятельствах аналогичных предыдущему чуду, только «ели все и насытились; и набрали оставшихся кусков семь корзин полных, а евших было четыре тысячи человек, кроме женщин и детей». |
| Исцеление слепого в Вифсаиде                                                                                     |             | Мк. 8:22-26                                        | «Приходит в Вифсаиду; и приводят к Нему слепого и просят, чтобы прикоснулся к нему. Он, взяв слепого за руку, вывел его вон из селения и, плюнув ему на глаза, возложил на него руки и спросил его: видит ли что? Он, взглянув, сказал: вижу проходящих людей, как деревья. Потом опять возложил руки на глаза ему и велел ему взглянуть. И он исцелел и стал видеть все ясно. И послал его домой, сказав: не заходи в селение и не рассказывай никому в селении». |
| Исцеление бесноватого отрока в новолунии (Фавор)                                                                 |             | Мф. 17:14-23; Мк. 9:14-32; Лк. 9:37-45             | Исцеление было совершено сразу после Преображения. Христос, спустившись с горы, был окружён людьми, и некий человек обратился к Нему с просьбой исцелить его сына, который «в новолуния беснуется и тяжко страдает, ибо часто бросается в огонь и часто в воду». Также этот человек сказал, что уже приводил своего сына к ученикам Христовым, но те не смогли исцелить его. Услышав это, Иисус воскликнул: «о, род неверный и развращенный! доколе буду с вами и буду терпеть вас?» и повелел привести к нему отрока. Этим он выразил упрёк в маловерии своим ученикам (по некоторым толкованиям — всему иудейскому народу). Когда отрок ещё только шёл к Иисусу, «бес поверг его и стал бить; но Иисус запретил нечистому духу, и исцелил отрока, и отдал его отцу его». |
| Чудо со статиром во рту рыбы                                                                                     |             | Мф. 17:24-27                                       | В Библии чудом не названо. Обратившийся к апостолу Петру сборщик подати на храм задал вопрос «Учитель ваш не даст ли дидрахмы?», надеясь, что Христос ответит отказом и это станет обвинением против него. Пётр сразу сказал, что они заплатят налог. Придя к Иисусу, он рассказал ему о просьбе сборщика подати и услышал от Христа вопрос: «Симон? цари земные с кого берут пошлины или подати? с сынов ли своих, или с посторонних? Петр говорит Ему: с посторонних. Иисус сказал ему: итак, сыны свободны». Но, чтобы не соблазнить никого своим поведением, Иисус повелел Петру пойти к морю и сказал: «…первую рыбу, которая попадется, возьми, и, открыв у ней рот, найдешь статир; возьми его и отдай им за Меня и за себя». |
| Исцеление слепорождённого (Иерусалим)                                                                            |             | Ин. 9:1-38                                         | Христос по случаю одного праздника был в Иерусалимском храме и после своей проповеди, вышел из него и, проходя по улице, встретил человека слепого от рождения. Ученики спросили у него: «Равви! Кто согрешил, он или родители его, что родился слепым?». Иисус ответил: «не согрешил ни он, ни родители его, но это для того, чтобы на нём явились дела Божии». После этих слов он плюнул на землю, сделал брение (грязь) и помазал брением глаза слепому, сказав ему: «пойди, умойся в купальне Силоам». Слепорожденный пошёл к Силоамской купальне, умылся и стал видеть. |
| Исцеление скорченной женщины, страдавшей от болезни 18 лет (Галилея)                                             |             | Лк. 13:11-17                                       | «В одной из синагог учил Он в субботу. Там была женщина, восемнадцать лет имевшая духа немощи: она была скорчена и не могла выпрямиться. Иисус, увидев ее, подозвал и сказал ей: женщина! ты освобождаешься от недуга твоего. И возложил на нее руки, и она тотчас выпрямилась…» |
| Исцеление десяти прокажённых (Самария)                                                                           |             | Лк. 17:11-19                                       | При входе в селение Христа встретили десять прокаженных (девять иудеев и один самарянин). Не смея подойти к Иисусу, они издали кричали «Иисус Наставник! помилуй нас». Христос сказал им: «пойдите, покажитесь священникам», и, пока шли, они излечились от проказы. Увидев своё исцеление, только самарянин вернулся и поблагодарил Христа, иудеи же остались неблагодарными. Назидательное значение данного чуда, по учению церкви, состоит в том, что верующие должны быть благодарными Богу за все его милости. |
| Исцеление страждущего водянкой (Галилея)                                                                         |             | Лк. 14:1-4                                         | «…предстал пред Него человек, страждущий водяною болезнью. По сему случаю Иисус спросил законников и фарисеев: позволительно ли врачевать в субботу? Они молчали. И, прикоснувшись, исцелил его и отпустил». |
| Воскрешение Лазаря (Вифания)                                                                                     |             | Ин. 11:1-57; Ин. 12:9-11                           | Воскрешение четыредневного Лазаря из мёртвых в Вифании. Вспоминается Православной церковью в субботу на шестой неделе Великого Поста (накануне Вербного Воскресенья). |
| Исцеление иерихонского слепца                                                                                    |             | Мф. 20:30-34; Мк. 10:46-52; Лк. 18:35-43           | Выходя из Иерихона по дороге в Иерусалим, Христос встретил слепца Вартимея (в рассказе евангелиста Матфея двое слепцов), который начал кричать «Иисус, Сын Давидов! помилуй меня!». В ответ на это Иисус спросил: «чего ты хочешь от Меня?». Слепец попросил о прозрении и был исцелён Христом. |
| Чудесное иссушение смоковницы (Масличная гора)                                                                   |             | Мф. 21:18-21                                       | «…и увидев при дороге одну смоковницу, подошел к ней и, ничего не найдя на ней, кроме одних листьев, говорит ей: да не будет же впредь от тебя плода вовек. И смоковница тотчас засохла». |
| Чудесное исцеление (отсеченного) уха первосвященнического раба Малха (Гефсимания)                                |             | Лк. 22:50-51                                       | «И один из них ударил раба первосвященникова, и отсек ему правое ухо. Тогда Иисус сказал: оставьте, довольно. И, коснувшись уха его, исцелил его». |
| Чудесный улов (Галилейское озеро)                                                                                |             | Ин. 21:1-14                                        | Чудесный лов 153 рыб при третьем явлении ученикам по воскресении. «…закиньте сеть по правую сторону лодки, и поймаете». |

## Богословские толкования
Святитель Игнатий (Брянчанинов) дал следующую характеристику чудес, совершённых Христом:

Чудеса Христовы были осязательны; они были ясны для самых простейших людей; ничего в них не было загадочного; всякий мог удобно рассмотреть их; для сомнения и недоумения, чудо ли это, или только представление чуда, не было места. Чудеса Богочеловека имели множество свидетелей, из которых большая часть были или враждебны Ему… Самые злейшие враги Господа не отвергали их, старались только уничижить их богохульным претолкованием и всеми средствами, которые внушались им лукавством и злобою. В чудесах Господа не было никакой суетности, никакого эффекта; ни одного чуда не сделано напоказ человекам; все чудеса прикрывались покровом Божественного смирения. Они составляют собою цепь благодеяний страждущему человечеству.
— Игнатий (Брянчанинов). О чудесах и знамениях
Протоиерей Александр Шмеман в свой работе «О чуде» отмечает, что Христос творил чудеса не для пробуждения в людях веры, а, напротив, они совершались именно по людской вере. Как пример этого он приводит случай, когда Иисус в «придя в отечество Своё… не совершил там многих чудес по неверию их» (Мф. 13:54-58).

### Тексты
- Чудеса Христовы по Евангелию от Марка (Григорий Богослов)
- Чудеса Христовы по Евангелию от Иоанна (Григорий Богослов)
- Чудеса Христовы по Евангелию от Луки (Григорий Богослов)
- Чудеса Христовы по Евангелию от Матфея (Григорий Богослов)